# Coenosopsia mallochi
Coenosopsia mallochi är en tvåvingeart som först beskrevs av Charles Howard Curran 1934.  Coenosopsia mallochi ingår i släktet Coenosopsia och familjen blomsterflugor. Inga underarter finns listade i Catalogue of Life.